# カノコユリ
カノコユリ（鹿の子百合、学名: Lilium speciosum）ユリ科ユリ属の多年草。別名、ドヨウユリ（土用百合）、タナバタユリ（七夕百合）。

## 特徴
分布は、九州（主に薩摩半島から長崎県沿岸）や四国(愛媛県や徳島県の山間部）、台湾北部、中国・江西省に自生しており、日本でもっとも自生密度が高いのが甑島列島である。草丈は1〜1.5m、花期は7〜9月。約10cmの花が美しく、昔から観賞用に栽培もされている。和名は花弁に鹿の子模様の斑点があることから。
江戸時代にはフィリップ・フランツ・フォン・シーボルトがカノコユリの球根を日本から持ち出し、初めてヨーロッパで知られるようになった日本のユリとされる。明治時代には煮て乾かした球根が菓子原料として中国に輸出された。大正時代には球根がアメリカに輸出され、クリスマスや復活祭用の生花に用いられた。戦後には海外で観賞用花としての需要が高まり、高度成長期には良質なユリを生み出すための品種改良が行なわれたが、1970年代以降には海外での需要が減少した。

## 種の保全状況評価
絶滅危惧II類 (VU)（環境省レッドリスト）
2007年8月レッドリスト。以前の環境省レッドデータブックでは絶滅危惧IB類(EN)。

## 利用
鱗茎はユリ根として食用となり、また滋養強壮、利尿、咳止め、解熱、消炎の効能があるという。甑島列島の島民は天明の飢饉の際に鱗茎を食糧とし、太平洋戦争中にも鱗茎を掘って食べたという。

## 花言葉
荘厳、慈悲深さ

## 市町村の花
- 鹿児島県薩摩川内市 - 東シナ海に浮かぶ甑島列島に存在し、2004年に合併して薩摩川内市の一部となった里村、上甑村、鹿島村（シロカノコユリ）、下甑村の村花でもあった[10]。甑島列島は日本唯一の自生地とされることもある[5]。甑島で自生していたカノコユリの栽培に着手したのは1873年（明治6年）、初めて輸出したのは1894年（明治27年）であるとされる[11]。
- 長崎県西海市
- 長崎県佐世保市 - 2002年に南九十九島で行われた調査では、交雑することなく自生するカノコユリ・シロカノコユリが5,000株以上確認されている[3]。平成14年に制定。
- 福岡県宗像市 - 同市にある九州旅客鉄道（JR九州）赤間駅の駅名標にも描かれている。
- 富山県魚津市 - 日本一の球根生産地で、世界に向けても出荷されている[12]。